# Genaro Fernández MacGregor
Genaro Fernández MacGregor (Ciudad de México, 4 de mayo de 1883-ibídem, 22 de diciembre de 1959) fue un jurista y académico mexicano, rector de la Universidad Nacional Autónoma de México entre 1945 y 1946.
Estudió en la Escuela Nacional de Jurisprudencia donde obtuvo su título de abogado en 1907, especializándose en derecho internacional. Fue profesor de la Universidad durante varios años a partir de 1914, cuando impartió Historia general en la Escuela Nacional Preparatoria. En la Escuela Nacional de Jurisprudencia, desde 1917, impartió clases de derecho internacional público y privado al tiempo que se desempeñaba como consejero en la embajada mexicana en Washington D. C.. Durante su gestión como rector de la UNAM se fundaron los institutos de geofísica e investigaciones históricas, la Escuela Nacional de Enfermería y Obstetricia.
Fue nombrado miembro correspondiente de la Academia Mexicana de la Lengua el 22 de mayo de 1920 y miembro de número el 20 de marzo de 1929. Tomó posesión de la silla IV el 18 de noviembre de 1931 pronunciando el discurso "Apunte crítico sobre el arte contemporáneo", el cual fue contestado por Alejandro Quijano. Fue tesorero de la institución desde 1952 hasta su muerte, la cual ocurrió el 22 de diciembre de 1959 en la Ciudad de México.  Fundador de la Academia Mexicana de Derecho Internacional y fue su Presidente.

## Obra publicada
Colaboró para los periódicos y revistas Savia Moderna, Vida Moderna, Letras de México, El Hijo Prógigo, Revista de la Universidad y El Mundo Libre. Entre sus títulos se encuentran:
- Gabriel D’Annunzio, 1908.
- Jorge Washington, 1915.
- Novelas triviales, 1918.
- Rémy de Gourmont, traducción 1918.
- Mark Twain, traducción 1919.
- Semblanza de Luis G. Urbina, 1925.
- D.H. Lawrence, 1925.
- La santificación de Sor Juana Inés de la Cruz, 1932.
- Salvador Díaz Mirón, 1935.
- Enrique González Martínez, 1935.
- Elogio a Genaro Estrada, 1937.
- El alma en el trasmundo dantesco, 1944.
- Las relaciones exteriores de México y el derecho internacional, 1946.
- El Istmo de Tehuantepec y los Estados Unidos, 1954.
- La paz y la guerra según Cervantes, 1955.
- El río de mi sangre, publicación póstuma 1969.